# 홍려시
홍려시(鴻臚寺)는 고대 중국의 관서 이름이다. 주요 업무는 조회 의례 절차 및 외국 사신 접대였다. 홍려시의 장관은 홍려시경(鴻臚寺卿, 홍려경)이었다.
한(漢) 왕조에서 진(秦) 왕조의 전객(典客)을 대행령(大行令)으로 바꾸었으며, 무제(武帝) 때에 다시 이름을 대홍려(大鴻臚)로 바꾸었다. 홍려는 원래 큰 소리로 찬양의 메시지를 외치며 의식 절차를 인도한다는 뜻이다. 대홍려는 주로 외국 사절에 대한 의식을 맡았다. 북제 때에 이르러 홍려시를 세웠고 이후 왕조 역시 이를 따랐다.
한족의 왕조인 남송(南宋)이나 여진족의 금(金), 몽골족의 원(元) 왕조에서는 홍려시를 세우지 않았으나 한족의 명(明) 왕조에 이르러 다시 복원되었고, 만주족의 청(淸) 왕조로 이어졌다.
한국의 발해, 고려 및 일본에서도 이를 모방하여 홍려시를 두었다.

## 송 왕조
홍려시에는 이전에 판시사 한 명이 있었고, 조관 이상으로 충원하였다. 신종(神宗)이 제정한 원풍관제(元豊官制)에서는 경 1인, 소경 1인, 승과 주부 각 1인이 있었다. 경은 당시 중화 세계에서 사이 즉 중화 바깥의 존재로 간주되었던 국가와 민족들과의 사이에 조공이라는 이름으로 이루어지는 외교 교섭과 각 사절들에 대한 접대 연회, 조공품에 대한 사여품, 맞이는 물론이고 국가의 흉의, 중도의 사묘, 도교 및 불교 서적 등에 대한 금령 등을 맡았다. 소경은 경의 다음으로 승과 함께 업무를 담당하였다.
무릇 사이의 군장이 그 사절을 보내 오면 사절을 받는 나라에서는 그 등위를 맞추어 지정된 빈례로 대접하며, 사절 일행이 숙소로 머물 관사를 지급해 회견 및 사여품 하사, 위로 및 환영/송별 연회를 베푸는데, 담당 관사에서는 미리 관련 물품들을 갖추어 둔다. 사절들이 조공이라는 이름으로 가져온 물품의 수효는 사방관에 보고되고 가져다 확인한 다음 바쳐진다. 여러 번에 대한 봉책은 즉시 그 예에 따른 명으로 행해진다. 예를 들어 숭의공(崇義公)이라는 작위를 이어받는 경우 곧 그 적서를 따져서 그 이름을 갖추어 상서성에 올렸다.
그 주숭(周嵩)、경(慶)、의릉묘(懿陵廟)는 관에 명하여 때를 맞추어 제향을 올리는데 흉의(凶儀)로 온 사절의 경우(이를테면 천자의 죽음으로 파견된 조문 사절) 종실은 복(服)에 맞추어, 신료는 그 품(品)에 맞추어 그 상복의 기일을 따라 부의 절차를 행하였다.
의례는 그에 걸맞는 의복을 입고 이루어지는데 곧 경이 관련 의례를 집행하고, 장례의 경우 유사에 명하여 관련 물품을 갖추게 하였다. 그 사안은 넷(관례, 혼례, 상례, 제례)으로 나누고 아홉 관리를 두었다.
그 관하에는 12개의 소속 관서가 있었다. 왕래국신소(往来国信所)는 당시 송 왕조와 국경을 접하고 있었고 송 왕조의 가장 위협적인 적이기도 했던 대요(大遼) 즉 거란의 사절에 대한 교빙 업무를 맡았다. 도정서역(都亭西驛)과 관간소(管干所)는 서하(대하) 등 하서(河西) 번부의 공봉 관련 업무를 맡았다. 예빈원(禮賓院)은 회흘(回鹘), 토번(吐蕃), 당항(党项), 여진(女真) 등의 국가들로부터 오는 조공과 관설(馆设) 및 호시(互市)에서의 역어(译语, 통역) 업무를 맡았다. 회원역(懷遠驛)은 송 왕조에서 남번(南蕃)으로 분류되었던 교주(交州), 서번(西蕃)이라 불렸던 쿠차(龟兹), 대식(大食), 호탄(于阗), 감(甘), 사(沙), 종가(宗哥) 등의 국가들로부터의 공봉 관련 업무를 맡았다. 중태일궁(中太一宫)과 건륭관(建隆觀) 등에는 각기 제점소(提点所)가 있었는데, 그 건물 관리 및 의례용 기물, 비용 구비 등의 업무를 맡았다. 재경시무사급제점소(在京寺務司及提点所)는 각 관사 건물 수리를 맡았다. 전법원(傳法院)은 불경 번역 및 윤문을 맡았다. 좌、우 가승록사(街僧录司)는 사찰 승려들의 장적 및 승관(僧官) 수여 등의 일을 맡았다. 동문관(同文館) 및 관구소(管勾所)는 대고려 관련 사명을 맡았다. 이상의 관청들이 모두 홍려시에 속해 있었다.
이상의 관청들이 모두 홍려시에 속해 있었다.
송 왕조가 금 왕조에 밀려 남쪽으로 내려가고 중흥 이후에는 홍려시가 다시 설치되지 않고 홍려시의 업무는 예부로 편입되었다.

## 명 왕조
명 왕조 초기에 시의사(侍儀司)를 두어 종6품 아문으로 하였다. 그 직무는 조회 때의 빈객 및 길흉 예의에 관한 업무를 전담하는 것이었다. 홍무 연간에 이를 전대의 이름인 홍려시로 고쳤으며 정4품 아문으로 올렸다. 그 관직은 경과 좌우 소경, 좌우 시승(寺丞)을 두었고 소속 관리로는 주부, 사의(司儀), 사빈서(司賓署)에 각기 승(丞), 명찬(鳴贊), 서반(序班) 등의 관직을 두었다. 후에 다시 외이통사(外夷通事)를 두어 속하게 하였다.

## 청 왕조
순치 원년에 홍려시가 세워졌는데 대부분은 한족의 명 왕조의 제도를 본딴 것이었다.
만주족의 청 왕조는 독특하게도 만, 한을 나누어 만주족과 한족을 함께 홍려시 관원으로 임명하였다. 최고 장관인 경은 만주인인 만경(滿卿)과 한인인 한경(漢卿)이 각 1인씩 있었고, 소경도 만주인 소경 1인에 한인으로 좌우 소경 각 1인이 있었다(순치 15년에 1인을 없앤다). 승 역시 한인은 좌, 우 각 1인으로 2인이었던 것을 순치 15년에 1인을 없앴고, 강희 52년에 한 명을 마저 없앴다. 주부도 만주족과 한족 각 1명씩이 있었다. 명찬은 만주인이 16인이었는데 13년에 2인을 없앴고, 건륭 7년에 다시 2인을 없앴다. 서반은 22인이 있었는데 15년에 10인을 없앴다. 강희 38년에 6인을 없앴다. 건륭 7년에는 2인을 없앴다. 사빈서반 2인은 건륭 2년에 없앴다. 학습서반은 정해진 인원이 없었고 옹정 6년에 직예(直隸)、산동(山東)、산서(山西)、하남(河南)의 유학생(儒學生) 가운데서 뽑도록 하였는데 건륭 9년에 12인으로 인원을 정하였고 17년에 직예 인원을 6인으로, 나머지는 각기 2인으로 정하였다. 17년에 산동 등지에 각 4인을 없앴다.
무릇 관련 업무는 예부에서 모두 맡아 보았으나 16년에 다시 홍려시에서 맡아 보는 것으로 되돌렸으며, 18년에 다시 예부에 속하게 하였다. 강희 10년에 예전대로 돌렸다. 옹정 4년에 다시 예부에서 총괄하는 것으로 복구하였다. 건륭 14년에 처음으로 만주족 상서로 하여금 홍려시의 일을 맡아 보게 하였다. 59년에 만주어로 학습하는 만주학습명찬 4인을 늘렸다. 광서(光緒) 24년에 무술변법으로 홍려시를 없애고 예부에 편입시켰다가 얼마 안 가서 다시 예전대로 되돌렸다. 32년에 다시 홍려시를 없애고 예부로 편입시켰다.

## 참조 문헌
- 黃本驥《歷代職官表》（臺北，樂天出版社，1974）

## 같이 보기
- 고료칸
- 영빈관

## 추가 자료
틀:Wikisource further reading
 《欽定古今圖書集成·明倫彙編·官常典·鴻臚寺部》，出自陈梦雷《古今圖書集成》